# Île Oak
Île aux Chênes
Pour les articles homonymes, voir Oak Island (Caroline du Nord) et Oak Island (Texas).
L’île aux Chênes ou île Oak (Oak Island en anglais) est une île du comté de Lunemburg, située au sud de la province de Nouvelle-Écosse au Canada. Cette île couverte d'arbres est l'une des nombreuses îles de la baie de Mahone et est reliée au continent par une chaussée. La communauté humaine la plus proche est la communauté rurale de Western Shore, qui fait face à l'île, tandis que le village le plus proche est Chester. L'île est une propriété privée, connue surtout pour ses diverses légendes concernant des trésors enfouis ou des artefacts historiques, ainsi que pour les tentatives d'exploration du site qui y ont été faites. Une autorisation est requise pour la visiter.

## Géographie
Longue de 1,5 km et culminant à 11 mètres au-dessus de la mer, sa superficie ne dépasse pas 0,57 km2.

### Climat
La Nouvelle-Écosse présente un climat essentiellement continental humide, avec des étés chauds et humides et des hivers froids ou glaciaux. Il n'y a pas de station météorologique sur l'île, ni le long de la baie de Mahone, mais il en existe une à l'ouest, dans la ville de Bridgewater. La température annuelle moyenne indiquée à Bridgewater est de 7,1 °C, et les précipitations sont de 1 536,7 mm. L'île et les côtes environnantes sont cachées par le brouillard jusqu'à 90 jours par an. Ces côtes sont également soumises à de fortes tempêtes, notamment aux tempêtes du Cap Hatteras, et aux ouragans.

### Écologie
L’île aux Chênes est couverte d'une forêt tempérée décidue et mixte, connue régionalement sous le nom de forêt de la Nouvelle-Angleterre et de l'Acadie. La faune de la région de la baie de Mahone comprend des grands hérons, des guillemots à miroir, des balbuzards pêcheurs, des océanites cul-blanc et des petits pingouins. Des aigles et des macareux (espèces non spécifiées) sont également mentionnés. La sterne de Dougall est considérée comme une espèce menacée dans la région et est protégée par le gouvernement canadien. Des efforts pour restaurer leur habitat ont été entrepris, comme la réduction de la population d'autres espèces d'oiseaux.

### Géologie
La géologie de l’Île aux Chênes a été cartographiée pour la première fois en 1924 par J. W. Goldthwait, de la Commission géologique du Canada. Il interprète l'île comme une combinaison de quatre drumlins. Les drumlins sont des « collines allongées », constituées de plusieurs couches de till reposant sur un substrat rocheux et provenant de différentes phases d'avancée glaciaire qui s'étendent sur les 75 000 dernières années. Les couches déposées au-dessus de la roche-mère sont principalement constituées de « Lawrencetown » et de till d'ardoise. Le premier est considéré comme un type de till argileux, composé de 50 % de sable, de 30 % de limon et de 20 % d'argile. Dans la zone principale où se concentrent les recherches de trésors, le till s’accompagne de morceaux d'anhydrite qui deviennent plus compacts à mesure que l'on s'enfonce dans le sol. Les chercheurs Les MacPhie et John Wonnacott concluent que les dépôts profonds de l'extrémité est de l'île sont des formations de drumlins.
Deux types de roches-mères se cachent sous l’Île aux Chênes. La partie sud-est est constituée de « calcaire du groupe Windsor du Mississippien » et de gypse, et la partie nord-ouest est faite d'ardoise de la formation cambro-ordovicienne d'Halifax. L’île aux Chênes et l'actuelle baie de Mahone étaient autrefois une lagune, il y a 8 000 ans AP, avant que le niveau de la mer ne monte avec la fonte des glaciers. Le docteur Ian Spooner, de l'Université Acadia, a déclaré que le marais triangulaire actuel de l'île Oak était autrefois une crique. L'analyse effectuée sur des carottes prélevées dans le marais montre qu'une « intrusion importante d'eau salée » s'est produite à la fin des années 1300 ou au début des années 1400. Ian Spooner pense que c'est le fait d'une « opération humaine », mais il n'exclut pas la possibilité d'une énorme tempête.

## Histoire
Les premiers peuples autochtones connus en Nouvelle-Écosse sont les Micmacs, qui vivent dans la Nouvelle-Écosse et à Terre-Neuve depuis plusieurs milliers d'années. La zone qui englobe l’Île aux Chênes était autrefois connue sous le nom de région « Segepenegatig ». On ignore quand les Européens débarquèrent sur l’Île aux Chênes pour la première fois. Les premiers résidents européens attestés remontent aux années 1750, lorsque des pêcheurs français construisent quelques maisons sur le futur village voisin de Chester. À la suite de la déportation des Acadiens pendant la guerre de Sept Ans, les autorités britanniques encouragent les colons britanniques de la Nouvelle-Angleterre à s'établir en Nouvelle-Écosse. La terre est mise à la disposition des colons en 1759 grâce à la subvention de Shorham, et Chester est officiellement fondée la même année.

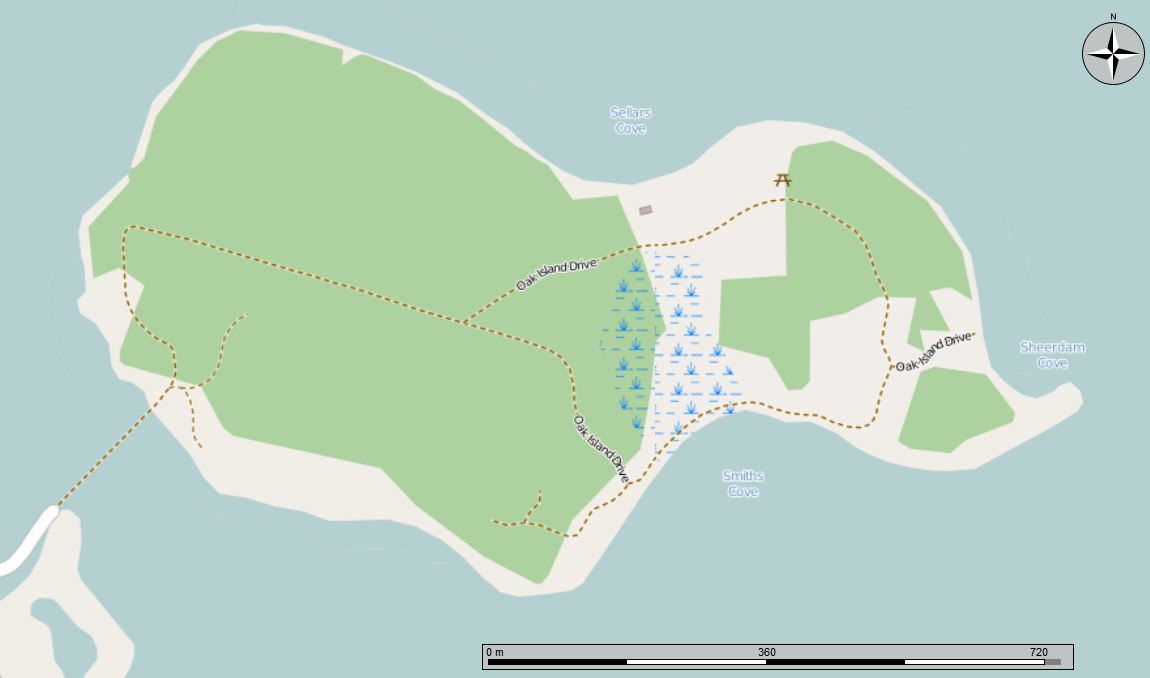
Plan d'Oak Island.

La première vague de colons qui arrive dans la région de Chester, en 1761, vient du Massachusetts. L’année suivante, l'Île aux Chênes est officiellement arpentée et divisée en 32 lots de quatre acres. Une grande partie de l'île appartient alors aux familles Monro, Lynch, Seacombe et Young, à qui les terres ont été accordées en 1759. Au début de la colonisation britannique, l'île est connue localement sous le nom de Smith's Island (« Île de Smith »), du nom d'un des premiers colons nommé Edward Smith. En 1778, le cartographe Joseph Frederick Wallet DesBarres renomme l'île Gloucester Isle. Peu de temps après, le nom utilisé localement Oak Island est officiellement adopté. Les premiers résidents comprenaient Edward Smith dans les années 1760, et Anthony Vaughn Sr. au début des années 1770. En 1784, le gouvernement accorde des concessions de terres supplémentaires, cette fois à d'anciens soldats, qui comprennent des parties de l’île aux Chênes. Ce n'est que le 6 juillet 1818 que les noms des premiers propriétaires de lots sont cartographiés par le bureau des terres de la Couronne de la Nouvelle-Écosse (Nova Scotia Crown Lands office). 
De vieilles légendes concernant l’Île aux Chênes furent publiées pour la première fois en 1857. L'île appartient dès lors à divers chasseurs de trésors successifs. La chasse aux trésors prend une telle ampleur qu'en 1965, une chaussée est construite depuis l'extrémité ouest de l'île jusqu'à Crandall's Point, sur le continent, sur une longueur de deux cents mètres, afin d'amener de la machinerie lourde sur l'île.
Les propriétaires de l’île les plus récents comptent un chasseur de trésors nommé Dan Blankenship, qui s'était initialement associé à « Oak Island Tours Inc. » dirigé par David Tobias. Mais Oak Island Tours est finalement dissous. En février 2019, l'annonce est faite qu'un nouveau partenariat s'est formé avec une société appelée « Michigan Group », composée des frères Rick, de Marty Lagina (en), de Craig Tester et d'Alan Kostrzewa qui ont acheté des terrains à Tobias. Dan Blankenship est propriétaire de l'île avec le Michigan Group jusqu'à sa mort, le 17 mars 2019, à l'âge de 95 ans.
L’île aux Chênes est habitée de manière saisonnière avec deux maisons permanentes et deux cottages occupés à temps partiel. Bien qu'elle reste une propriété privée, l'accès du public est autorisé pour les visites guidées. Un petit musée, le Centre d'interprétation de l'île, montre aux visiteurs les différents objets trouvés lors des diverses fouilles.

## Mystère de l’Île aux Chênes
L’île aux Chênes attire les chasseurs de trésors depuis la fin des années 1700, lorsque des rumeurs circulent selon lesquelles le trésor du capitaine Kidd y serait enterré. Peu de preuves documentent les premières fouilles, mais des récits commencent à être publiés à partir de 1857. Depuis lors, de nombreuses théories ont vu le jour, qui vont au-delà de celle du Capitaine Kidd. On parle notamment d'artefacts religieux, de manuscrits précieux et des bijoux de Marie-Antoinette. Le « trésor » fait également l'objet de critiques de la part de ceux qui rejettent les divers indices et témoignages, estimant que tout est l’œuvre de phénomènes naturels.
Parmi les lieux qui intéressent les chasseurs de trésors, le « puits au trésor (Money Pit) » serait l'endroit où se trouvaient les premiers chercheurs. Situé dans l'est de l'île, le puits au trésor aurait plus de 30 m de profondeur. Selon la légende, il attira l'attention d'un adolescent local en 1795, qui avait remarqué un affaissement du sol. Avec quelques amis, il commença à creuser, pour trouver un puits artificiel avec des plateformes en bois tous les trois mètres jusqu'à une profondeur de vingt-sept mètres.
Une formation de rochers appelée « Nolan's Cross » porte le nom d'un ancien chasseur de trésors. Un marais a la forme d'un triangle. Enfin, des traces d'activités ont été trouvées sur une plage, au lieu-dit « Smith's Cove », où subsistaient divers objets, dont de la fibre de coco, une plante non indigène. Des découvertes archéologiques plus récentes faites dans le secteur de Smith's Cove comprennent une croix en plomb, qui serait antérieure au XVe siècle, et divers restes de travaux de terrassement en bois,.
Plus de cinquante livres ont été publiés sur l'histoire de l'île et les différentes théories qui l'entourent. Des œuvres de fiction ont également été écrites sur le puits au trésor, notamment : The Money Pit Mystery (roman d’Eric Walters, 1999), Le Piège de l'architecte (Riptide, 1998), La main de Robin Squires: le mystère de l’île aux Chênes (roman de Joan Clark, The Hand of Robin Squires, 1977), et Betrayed : The Legend of Oak Island (roman de Christopher Dinsdale, 2009). En janvier 2014, la chaîne History Channel diffusa une émission de télé-réalité intitulée Le Mystère d'Oak Island, qui met en scène un groupe de chasseurs de trésors modernes. Ces chasseurs comprennent les frères Rick et Marty Lagina, du « Michigan Group »,. La série présente leurs découvertes, notamment celles de pièces de monnaie vieilles de plusieurs siècles, d'une agrafe antique et d'une croix en plomb confectionnée entre 1200 et 1600.